# Michael Anthony Anfossi

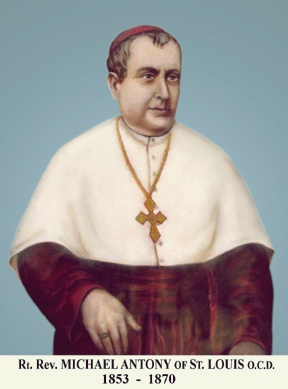
Michael Anthony Anfossi

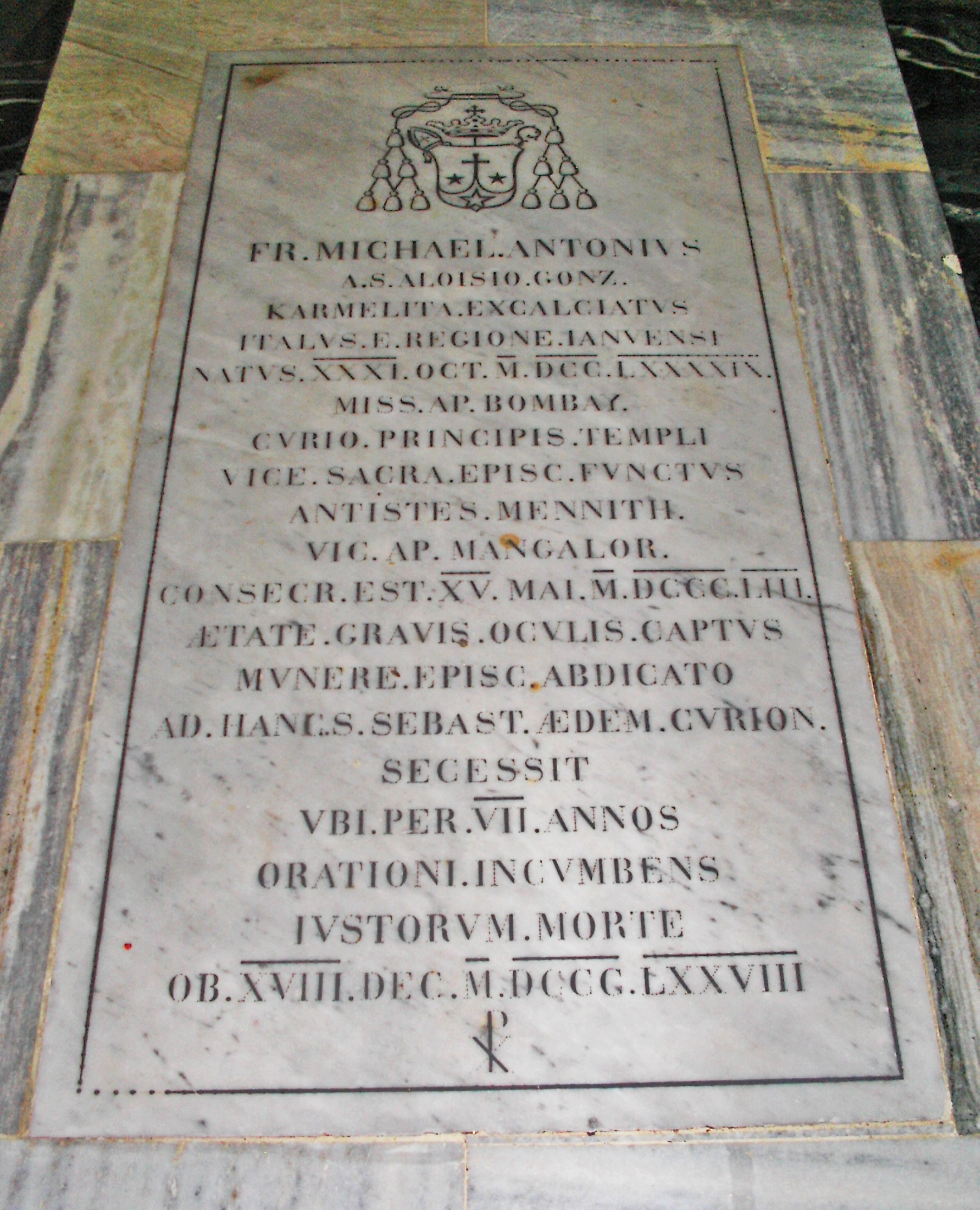
Grab von Bischof Anfossi, Quilon-Tuet, Kirche St. Sebastian

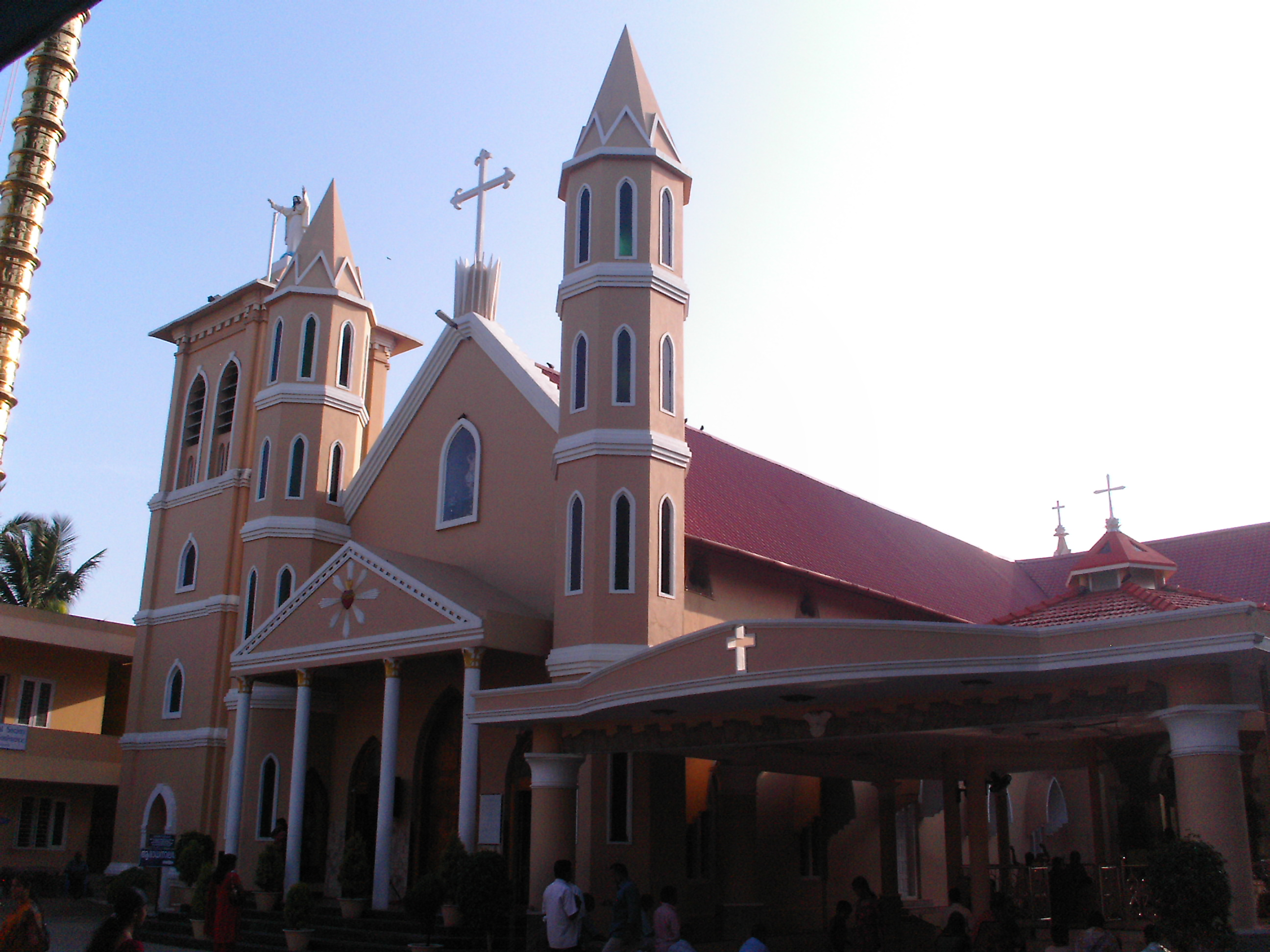
St. Sebastian, Quilon-Tuet; Altersresidenz und Grabeskirche von Bischof Anfossi

Michael Anthony Anfossi, Ordensname Michael Anthony of St. Louis Gonzaga OCD, (* 31. Oktober 1799 in Sanremo, Italien; † 18. Dezember 1878 in Kollam, Kerala, Indien) war ein Karmelit, sowie katholischer Titularbischof und Apostolischer Vikar von Mangalore in Indien.

## Leben und Wirken

### Karmelit und Missionar
Michael Anthony Anfossi und seine zwei Brüder, die ebenfalls Geistliche wurden, entstammen der alteingesessenen Familie Anfossi von Ligurien, zu der auch der italienische Komponist Pasquale Anfossi (1727–1797) gehört.
Am 27. September 1816 trat der junge Mann den Unbeschuhten Karmeliten bei, wo er den Ordensnamen „Michael Anthony of St. Louis Gonzaga“ erhielt. Nach seiner Priesterweihe entsandte man ihn in die indische Mission. Hier landete er 1825, nach achtmonatiger Überfahrt, in Bombay, wurde zunächst Vikar seiner Kongregation in Surat, dann Beauftragter für das gesamte Missionsgebiet Gujarat. 1842 bestellte man ihn zum katholischen Militär-Kaplan in Belgaum, einer wichtigen Garnisonsstadt in Südwest-Indien. Schließlich berief man ihn als Generalvikar ins Bistum Bombay.

### Apostolischer Vikar und Bischof
Am 15. März 1853 ernannte Papst Pius IX. den Karmeliterpater zum Apostolischen Vikar des neu gegründeten Vikariats Mangalore und zum Titularbischof von Mennith. Mangalore war am 12. Mai 1845 als Apostolisches Pro-Vikariat vom Apostolischen Vikariat Malabar abgetrennt und seither von Bischof Bernardine of St Agnes O.C.D. regiert worden. Zwei Tage nachdem dieser in Rom gestorben war, erhob man Mangalore am 15. März 1853 zum regulären Apostolischen Vikariat und bestimmte Anfossi zum ersten Apostolischen Vikar. Seine Bischofsweihe erhielt er am 15. Mai des Jahres in Bombay vom dortigen Apostolischen Vikar, Bischof Anastasius Hartmann.
Anfossi amtierte 17 Jahre als Oberhirte von Mangalore, wo er sich besonders um den Ausbau der Seelsorge sowie um die Gründung von Schulen und Schwesternkonventen bemühte. Er wird als große, stattliche Erscheinung, gelehrt und als guter Redner beschrieben.
Überdies habe er neben seiner Muttersprache italienisch und dem in Indien notwendigen Englisch auch perfekt portugiesisch und Hindi gesprochen.
Eine indische Webseite seines Ordens schrieb 2011 über ihn:

„Der Bischof lebte streng und einfach, nur einmal am Tag eine Mahlzeit zu sich nehmend und mit primitivsten Transportmitteln reisend. Das Geld das er sparte, kam den Armen und Waisen der Diözese zugute. Nie wies er Leute ab, die ihn um ein Almosen baten. Arglos und aufrichtig wie ein Kind, einfach geradeheraus, bescheiden auf all seinen Wegen, genoss er ebenso den Umgang mit den Ärmsten und Ungebildetsten, wie mit den Reichen und Gelehrten.“

Michael Anthony Anfossi resignierte 1870 von seinem Amt als Apostolischer Vikar und zog sich 1871, nach persönlicher Einführung seines Nachfolgers, als Emeritus nach Quilon (jetzt Kollam), St. Sebastian, im Ortsteil Tuet zurück, wo er weiterhin als Seelsorger wirkte. Diese Kirche mit angeschlossenem Karmel diente damals den apostolischen Vikaren von Quilon als Residenz und Kathedralkirche. Dort hatte er bereits am 7. November 1868 den neuen Apostolischen Vikar von Quilon, Marie Ephrem Garrelon, zum Bischof geweiht. Dieser wurde jetzt auch sein Nachfolger in Mangalore.
Bischof Anfossi verstarb 1878 in Quilon-Tuet und wurde in der dortigen Kirche St. Sebastian beigesetzt; das Grab und die Grabplatte sind erhalten (2011).